# کیم سو گیوم
کیم سو گیوم (کره‌ای: 김수겸؛ زادهٔ ۳ دسامبر ۲۰۰۱) بازیگر اهل کره جنوبی است. او حرفه بازیگری خود را در سال ۲۰۲۰ آغاز کرد. او بیشتر به خاطر ایفای نقش در قهرمان ضعیف (۲۰۲۲) و وظیفه بعد از مدرسه (۲۰۲۳) شناخته می‌شود.

## فیلم‌شناسی

### فیلم
| سال  | عنوان                | نقش        | توضیحات | منابع |
| ---- | -------------------- | ---------- | ------- | ----- |
| ۲۰۲۱ | یک پایان سال رنگارنگ | لی چول مین |         | [ ۱ ] |
| ۲۰۲۲ | خانه‌ای از خانه       | چانگ ریم   |         | [ ۲ ] |

### مجموعه تلویزیونی
| سال  | عنوان                   | نقش           | توضیحات               | منابع       |
| ---- | ----------------------- | ------------- | --------------------- | ----------- |
| ۲۰۲۰ | انقلاب عشق              | نام‌گونگ جی سو |                       | [ ۳ ] [ ۴ ] |
| ۲۰۲۱ | در دوردست، بهار سبز است | نام گو هیون   |                       | [ ۱ ] [ ۵ ] |
| ۲۰۲۲ | عدالت برای نوجوانان     | عضو گانگستر   | حضور افتخاری (قسمت ۳) | [ ۶ ]       |
| ۲۰۲۲ | قهرمان ضعیف             | جون یونگ بین  |                       | [ ۷ ] [ ۸ ] |
| ۲۰۲۳ | وظیفه بعد از مدرسه      | کوان ایل ها   |                       | [ ۹ ] [ ۸ ] |
| ۲۰۲۴ | دونگ‌جه، خوب یا حرامزاده | نام گیونگ ره  |                       | [ ۱۰ ]      |